# Два Георги
«Два Георги» (англ. The Two Georges) — роман про альтернативну історію та детективний трилер, написаний у співавторстві письменником-фантастом Гаррі Тертледовом та оскароносним актором Річардом Дрейфусом. Спочатку вона була опублікована в 1995 році Hodder & Stoughton у Сполученому Королівстві та в 1996 році у Tor Books у Сполучених Штатах і була номінована на премію Sidewise Award за альтернативну історію 1995 року.

## Фон

Прапор, який використовується у всесвіті «Двох Георгів», нагадує «прапор Великого Союзу» США. У світі «Двох Георгів» він назавжди зберігся як «Джек і смужки», прапор Північноамериканського союзу в Британській імперії.

Більше двох століть те, що могло стати континентальними Сполученими Штатами та Канадою, було Північноамериканським Союзом, самоврядним домініоном у складі Британської імперії, де Аляска зберігалася під владою Росії, а Гаваї були британським протекторатом. Назва роману походить від вигаданої картини Гейнсборо, яка вшановує угоду між Джорджем Вашингтоном і королем Георгом III, яка мирно поклала кінець Американській революції, натякаючи на те, що Джордж Ґренвілл так і не став прем'єр-міністром. Сама картина стала символом національної єдності.
Корінні американці жили набагато краще, ніж у реальній історії, коли такі племена, як ірокези та черокі, зуміли зберегти значну частину своїх земель і отримати автономію, їхній статус можна порівняти з статусом Тубільних князівств у Британській Індії.
Оскільки після мирних переговорів Північноамериканський союз залишився в Британській імперії, під час штурму Бастилії Французька революція була придушена військами під командуванням Наполеона Бонапарта на службі Людовіка XVI, таким чином зберігши монархію Бурбонів. До ХХ століття Франція та Іспанія існують у персональній унії, де домінує Франція, Священному союзі, який контролює більшу частину Латинської Америки та Північної Африки і яким править Франсуа IV.
Скасування рабства в Британській імперії в 1833 році охопило рабів у Північній Америці. Емансиповані чорношкірі процвітали, здобули освіту та пережили швидку висхідну соціальну мобільність до ХХ століття, ставши переважно середнім класом. Навпаки, ірландсько-американська спільнота залишалася переважно бідним, робітничим класом населення, яке існувало важкою фізичною працею, такою як видобуток вугілля, від якого залежала енергія Північноамериканського Союзу. Це викликало почуття гірких ревнощів серед ірландців, і багато з них прийшли підтримати Синів свободи, терористичну організацію, яка прагне незалежності Америки від Британської імперії та пропагує відверто расистську та ксенофобну ідеологію.
У ХХ столітті імперії Великої Британії, Священного Союзу та Росії є головними світовими державами, причому Австрійська імперія є середньою європейською сухопутною державою, яка жадає балканської території, а ні Німеччина, ні Італія не можуть стати єдиними національними державами.
Як і в Мексиканській війні нашої історії, у середині ХІХ століття Велика Британія та Північноамериканський Союз завоювали у Священного Альянсу значну частину Нової Іспанії (у цьому випадку також півострів Нижня Каліфорнія). Місто Лос-Анджелес було перейменовано в Нью-Ліверпуль і перетворилося на одне з найбільших міст Північноамериканського Союзу та провінції Верхня Каліфорнія.

## Сюжет
«Двох Георгів», виставлених у Нью-Ліверпулі, викрадають, поки натовп відволікається на вбивство «Чесного» Діка (він же «Хитрий» Дік), короля пароплавів, всесвітньо відомого продавця вживаних автомобілів. На його місці залишився патефон із записом «Янкі-Дудл», сумнозвісної підривної пісні, яка є гімном «Синів Свободи».
Полковник Томас Бушелл з Королівської американської кінної поліції очолює пошуки картини в супроводі її колишнього куратора (і його можливого кохання) доктора Кетлін Фланнері та капітана Семюеля Стенлі. Через кілька днів від Синів свободи надійшла записка про викуп. Генерал-губернатор Північноамериканського Союзу, сер Мартін Лютер Кінг, конфіденційно повідомляє Бушеллу, що картину необхідно повернути до державного візиту короля-імператора Чарльза III, інакше уряду доведеться заплатити викуп, який вимагають «Сини», у розмірі п'ятдесяти мільйон фунтів.
Пошуки проводять Бушелла, Фланнері та Стенлі через всю країну на дирижаблі (вдосконалена форма дирижабля), потягу та пароплаві. Вони також зустрічаються з багатьма членами «Синів свободи», включаючи редактора «Здорового глузду» Джона Ф. Кеннеді.
Переслідуючи багато помилкових слідів і невірних підозрюваних, Бушелл і його спільники прибувають до Вікторії (столиці країни, на південній стороні річки Потомак навпроти Джорджстауна, Меріленд); під час прийому в російському посольстві Бушел зустрічає свою колишню дружину Ірен, яка мала роман із сером Девідом Кларком, керівником апарату генерал-губернатора Кінга, а згодом вийшла заміж. Картину «Два Георги» знайдено неушкодженою у самостійному складі за годину до прибуття короля. Вони також викривають справжніх винуватців: «Священного альянсу» та старшого офіцера Бушелла та таємного оперативника «Синів свободи», генерал-лейтенанта сера Гораса Брегга, який вважав, що емансипація була несправедливістю щодо його колишньої рабовласницької родини. Потім Бушелл перешкоджає спробам Брегга вбити короля, спочатку пострілами, а потім бомбою, захованою в рамці «Двох Георгів». Коли Брегга заарештовують і очікують на суд, він і Бушелл сперечаються про результати потенційної війни проти Священного альянсу та повстання американських сепаратистів, викликаного крадіжкою картини. Пізніше король Чарльз за їхні досягнення посвятив Бушелла і Стенлі в лицарі.

## Відгуки
Houston Chronicle назвала «Двох георгів» як одну із багатьох вигадок, які зображували темношкірих як главу виконавчої влади, у цьому випадку сера Мартіна Лютера Кінга, генерал-губернатора Північної Америки. Publishers Weekly високо оцінює «впізнаваний, але чудово спотворений» світ роману, де «захоплюючі персонажі розігрують напружену та захоплюючу історію». School Library Journal описав роман як «швидку та захоплюючу історію».

## Подібні теми в інших творах
Дирижабль у Вашингтоні, частина серії «Війни на шкалі часу» Джона Барнса, має схожу тему: винахідливий мандрівник у часі встигає добитися призначення Бенджаміна Франкліна вихователем молодого Георга III, що робить його ліберальним королем, добре налаштованим щодо Півночних американських колоній. Результатом, як і в «Двох Георгах», є хронологія альтернативної історії, у якій Війна за незалежність США відвернута, а Північна Америка залишається частиною Британської імперії, хоча й із значною автономією.